# Молић
Молић (алб. Molliq) је насељено место у општини Ђаковица, на Косову и Метохији. Према попису становништва из 2011. у насељу је живело 624 становника.

## Становништво
Према попису из 2011. године, Молић има следећи етнички састав становништва:
| Националност   | 2011.        |
| Албанци        | 622 (99,67%) |
| остали и друго | 2 (0,33%)    |
| Укупно         | 624          |

| Демографија | Демографија | Демографија |
| Година      | Становника  | Становника  |
| ----------- | ----------- | ----------- |
| 1948.       | 352         |             |
| 1953.       | 410         |             |
| 1961.       | 443         |             |
| 1971.       | 581         |             |
| 1981.       | 803         |             |
| 1991.       | 907         |             |
| 2011.       | 624         |             |